# التهامي الخياري
التهامي الخياري (1943 – 2013) سياسي مغربي، أمين عام جبهة القوى الديمقراطية بين سنوات 1997 – 2013. عضو سابق في اللجنة الوطنية لحزب التحرر والاشتراكية ثم عضو الديوان السياسي لحزب التقدم والاشتراكية بين 1975-1997 .نائب برلماني سابق عن دائرة تاملالت بإقليم قلعة السراغنة ونائب رئيس مجلس النواب سابقا.
شغل منصب الوزير المنتدب لدى وزير الفلاحة والتنمية القروية والصيد البحري المكلف بالصيد البحري من مارس 1998 حتى 6 سبتمبر 2000، ووزيرا للصحة ابدائا من ابتداء من 6 سبتمبر 2000 حتى نوفمبر 2002.

## نشأته
ازداد سنة 1943 بمدينة تازة، تلقى تعليمه الابتدائي بمسقط رأسه وانتقل إلى مدينة فاس وآزرو لإتمام تعليمه الإعدادي والثانوي.
حصل على الإجازة في العلوم الاقتصادية بجامعة محمد الخامس بالرباط. ودرس	الدراسات العليا بجامعة غرونوبل بفرنسا. وحصل على الدكتوراه بجامعة الحسن الثاني بالدار البيضاء.

### مسيرته
شغل كأستاذ جامعي للعلوم الاقتصادية والاجتماعية بجامعة محمد الخامس ومعهد الحسن الثاني للزراعة والبيطرة ورئيس قسم الدراسات بالمركز الجهوي للاستثمار الفلاحي الحوز تانسيفت.
سنة 1971 تعرض للاعتقال على رأس مجموعة من المناضلين بمنطقة تاملالت بالحوز نواحي مراكش وقدم على إثر ذلك للمحاكمة محاكمة مراكش/ مجموعة 33 الشهيرة بتهمة إعادة تكوين تنظيم محضور.
كان يدير عدة مجلات:	مجلة الاقتصاد والاشتراكية الناطقة بالفرنسية ومجلة الاقتصاد والمجتمع ناطقة بالعربية وجريدة المنعطف لسان جبهة القوى الديمقراطية كمت ساهم بأبحاث ودراسات علمية بعدة إصدارات.

## حياتها الخاصة
كان متزوجا من الناشطة ربيعة الناصري مؤسست الجمعية الديمقراطية لنساء المغرب ولهما بنتان.

### وفاته
توفي صبيحة يوم السبت 23 فبراير 2013 بالرباط عن سن يناهز السبعين سنة بعد صراع مع مرض ألم به.

## وصلات خارجية
- جبهة القوى الديمقراطية
- ربيعة الناصري